# バスケットボール女子カナダ代表
バスケットボール女子カナダ代表(Canada women's national basketball team)は、カナダバスケットボール連盟により国際大会に派遣される女子バスケットボールナショナルチームである。
女子バスケットボールが正式種目に採用された1976年モントリオールオリンピックに出場。最高成績は1984年ロサンゼルス大会の4位。
世界選手権では1979年大会と1986年大会で3位になっている。

## 主な国際大会成績
- 夏季オリンピック
  - 1976年 － 6位
  - 1984年 － 4位
  - 1996年 － 11位
  - 2000年 － 10位
  - 2012年 － 8位
  - 2016年 - 7位
  - 2021年 - 9位
- ワールドカップ
  - 1971年 － 10位
  - 1975年 － 11位
  - 1979年 － 3位
  - 1983年 － 9位
  - 1986年 － 3位
  - 1990年 － 7位
  - 1994年 － 7位
  - 2006年 － 10位
  - 2010年 － 12位
  - 2014年 - 5位
  - 2018年 - 7位
- アメリカ選手権